# Bonatea rabaiensis
Bonatea rabaiensis är en orkidéart som först beskrevs av Alfred Barton Rendle, och fick sitt nu gällande namn av Robert Allen Rolfe. Bonatea rabaiensis ingår i släktet Bonatea och familjen orkidéer. Inga underarter finns listade i Catalogue of Life.